# Colotis dissociatus
Colotis dissociatus is een vlindersoort uit de familie van de Pieridae (witjes), onderfamilie Pierinae.
Colotis dissociatus werd in 1897 beschreven door Butler.